# Spilogona carbiarenosa
Spilogona carbiarenosa är en tvåvingeart som beskrevs av Xue och Tong 2003. Spilogona carbiarenosa ingår i släktet Spilogona och familjen husflugor. Inga underarter finns listade i Catalogue of Life.